# Чирков, Дмитрий Львович
Дмитрий Львович Чирков (род. 12 мая 1969 Тула) — российский театральный режиссёр

, кинорежиссёр

, сценарист, кинооператор, кинопродюсер.

## Биография
Окончил Высшие курсы сценаристов и режиссёров (режиссёрский факультет, мастерская Александра Адабашьяна (2000—2002 гг.).

Окончил Тульский государственный университет, экономический факультет (1993 год).

Служил в армии в войсках связи, сержант запаса (1987—1989 гг.)

С 1993 по 1996 год — руководитель театральной студии «R-3» /«REX FREE»/.

C 1995 по 2000 год — заместитель художественного руководителя театра-студии «РИСК», преподаватель актёрского мастерства, режиссёр.

С 1995 по 2000 год — разработчик рекламных кампаний, PR, автор и режиссёр рекламных роликов, организатор мероприятий рекламного и социального характера. Специальный приз РАРА «За юмор в рекламе» 1997 года. Призёр фестиваля «Вся Россия» (2 место в номинации «Рекламный Ролик») 1999 года. Дипломант фестиваля «Вся Россия» 2000 года.

## Фильмография
- 2007 — Подруга банкира
- 2009 — Кремлёвские курсанты

## Работа в театре
«Охота на крыс» Петер Туррини (драма),
премьера 8 февраля 1990 г.
«Сочельник» Юлиу Эдлис (драматический балет),
премьера 2 марта 1990 г.
«Коммуналка» по Михаилу Зощенко (комедия с грустинкой),
премьера 2 июля 1990 г.
«Чайка» Антон Чехов (комедия),
премьера 8 мая 1991 г.
«Любо-дорого» Беркье Маринье (комедия),
премьера 3 апреля 1992 г.
«Один день из жизни студента Балалайкина» Геннадий Крестьянкин (синхроопера), премьера 14 октября 1993 г.
«Трагедии первого этажа» Валентин Зверовщиков (комедия),
премьера 10 декабря 1993 г.
«Гамлет и Джульетта-3» Геннадий Крестьянкин (мюзикл),
премьера 17 февраля 1999 г.
«Театр или Шум за сценой» Майк Фрейн (комедия),
премьера 5 октября 1999 г.
«Шантеклер» Эдмон Ростан (мюзикл),
премьера 24 ноября 2000 г.